# مجموعة أصفر القابضة
مجموعة اصفر القابضة أو شركة الأصفر القابضة لرجل الأعمال الأردني هي رجل الأعمال الأردني هاني وليد أبو اصفر مقرها في ماليزيا هاني الاصفر حصل على المركز الأول لرجال الأعمال الأكثر نجاحا حسب تصنيف منظمة رجال أعمال شرق اسيا ومقرها سنغافورة انشأت قبل اقل من خمس سنوات تعمل ضمن مجال الزيوت النباتية. بلغت مبيعاتها للعام 2014 ما يقارب 450 مليون رينجيت ماليزي أي ما يعادل مئة وعشرين مليون دينار أردني.

## جوائز
حصدت المجموعة العديد من الانجازات خلال العامين 2013 و 2014 لتحتل المركز الثالث في قائمة أكبر مصدري الزيوت النباتية على مستوى ماليزيا كما حصل مدير المجموعة على المركز الأول لرجال الأعمال الأكثر نجاحا حسب تصنيف منظمة رجال اعمال شرق اسيا التي مقرها سنغافورة. للشركات التي يقل عمرها عن خمسة سنوات